# Royal Pines
Royal Pines – jednostka osadnicza w Stanach Zjednoczonych, w stanie Karolina Północna, w hrabstwie Buncombe.